# Combourtillé
Combourtillé (bretonisch: Komorzhel; Gallo: Conbórtilhaè) ist eine französische Gemeinde mit 608 Einwohnern (Stand: 1. Januar 2022) im Département Ille-et-Vilaine in der Region Bretagne. Sie gehört zum Arrondissement Fougères-Vitré und zum Kanton Fougères-1. Die Einwohner werden Combourtilléens genannt.

## Geografie
Die Gemeinde Combourtillé liegt im Osten der Bretagne, zehn Kilometer südsüdwestlich von Fougères. Umgeben wird Combourtillé von den Nachbargemeinden Billé im Norden, Montreuil-des-Landes im Osten und Südosten, Mecé im Süden und Südwesten sowie Rives-du-Couesnon im Westen. An der nördlichen Gemeindegrenze verläuft das Flüsschen Général, das hier noch Rivière de Billé genannt wird.

## Bevölkerungsentwicklung
| Jahr                       | 1962 | 1968 | 1975 | 1982 | 1990 | 1999 | 2006 | 2013 | 2020 |
| Einwohner                  | 425  | 416  | 370  | 340  | 363  | 401  | 515  | 601  | 612  |
| Quellen: Cassini und INSEE |      |      |      |      |      |      |      |      |      |

## Sehenswürdigkeiten
- Kirche Notre-Dame aus dem 16. Jahrhundert

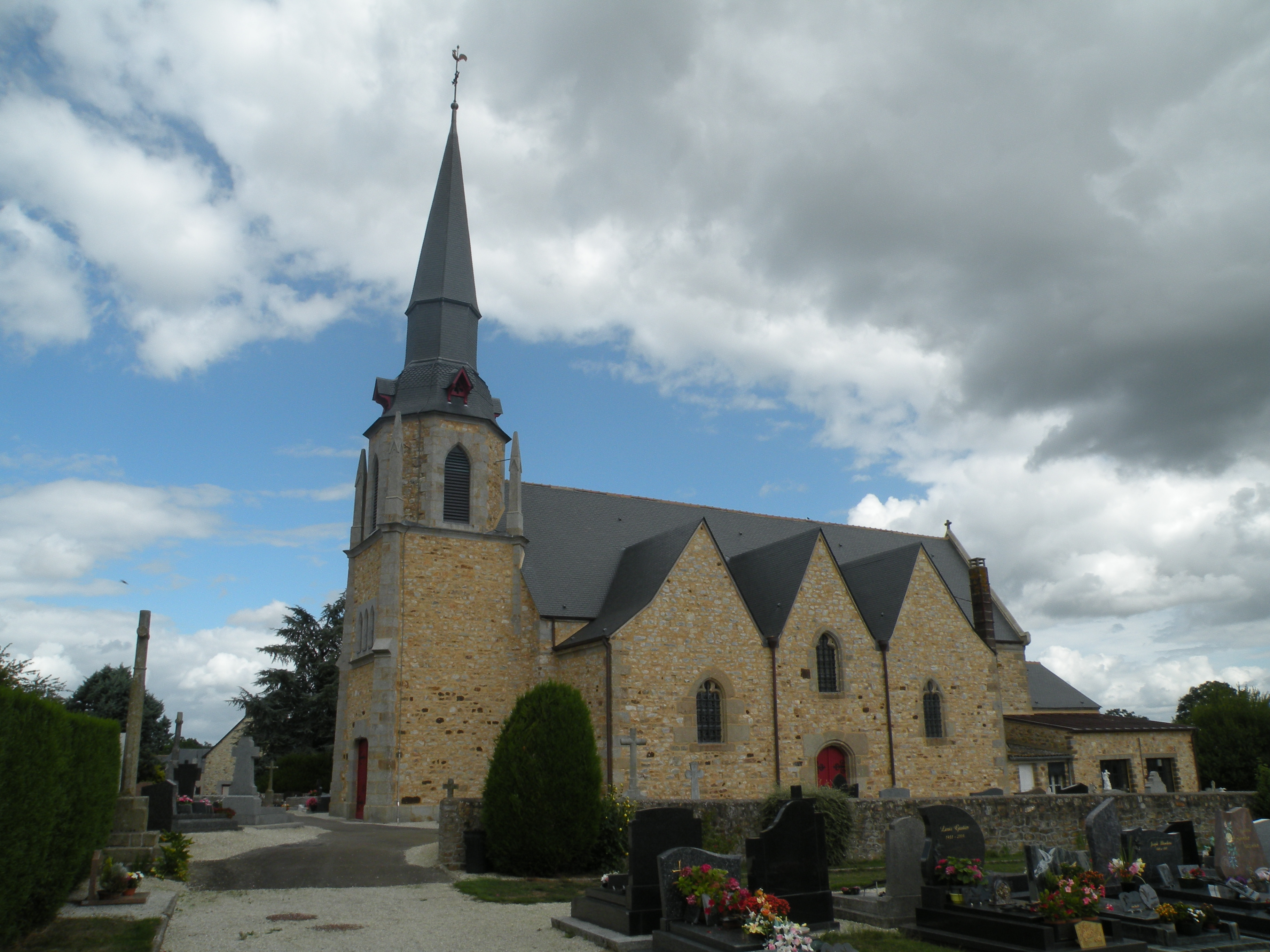
Kirche Notre-Dame